# Ричард Райт
Ричард Уилям Райт (на английски: Richard William Wright) е английски музикант, пианист в групата Пинк Флойд.

## Биография
Ричард Райт е роден на 28 юли 1943 г. в заможното семейство на Брайди и Седрик Райт в Лондон, Англия. Ричард има две сестри – Селина и Гинвер. Учи в престижното училище Харбърдашърс (Harberdashers' School), а на 17 години продължава образованието си в Архитектурното училище на Рийджънт Стрийт (Regent Street School of Architecture), където учат още Роджър Уотърс и Ник Мейсън. Там тримата основават групата The Abdabs, а шест месеца по-късно към тях се присъединява и Сид Барет.
Ричард Райт е един от основателите на групата Pink Floyd, с която свири до 1979 г., когато Роджър Уотърс го гони заради противоречия между двамата. След издаването на албума The Wall през 1979 г. (когато напуска групата), Ричард продължава приятелските си отношения с другите членове на групата Дейвид Гилмор и Ник Мейсън. Заедно с тях участва в реализацията на албума A Momentary Lapse of Reason и последвалото турне, а за записите на албума The Division Bell той се връща като пълноправен член на групата. Написва песните Cluster One, What Do You Want From Me, Marooned и Keep Talking заедно с Дейвид Гилмор, а Wearing The Inside Out е композирана в сътрудничество с Антъни Мур. Ричард Райт е гост органист и в самостоятелния албум на Дейвид Гилмор On An Island, издаден през 2006 г.
Ричард Райт умира на 15 септември 2008 след кратко боледуване от рак.

## Семейно положение
Ричард Райт има три деца: Джейми и Гала от брака му с Джулиет Гейл (беквокалистка в The Abdabs до 1965). Дъщеря му Гала е омъжена от 1996 г. за басиста Гай Прат, участвал в записите на The Division Bell и турнето p.u.l.s.e. и саундтрака към филма La Carrera Panamericana. От 1996 г. Райт е женен за Мили Райт, от която има син Бенжамин.

## Солови изяви
- Wet Dream (1978)
- Confusion/Eyes Of A Gipsy (1984) – сингъл с Дейв Харис
- Identity (1984) – с Дейв Харис
- Broken China (1996)
- Runaway/Night Of A Thousand Furry Toys (1996) – сингъл